# 小倉竜二
小倉 竜二（おぐら りゅうじ、1976年4月3日 - ）は、日本の競輪選手である。徳島県徳島市出身。日本競輪学校（当時。以下、競輪学校）第77期卒業。日本競輪選手会徳島支部所属。ホームバンクは小松島競輪場。初出走は1996年4月14日の高知競輪場で初勝利も同レース。血液型はA型。

## 戦績
徳島県立徳島商業高等学校を卒業後、競輪学校に入学。デビュー後2年目の1998年のふるさとダービー（観音寺競輪場）に優勝して注目を浴び、翌1999年には競輪祭で優勝し早々とGIタイトルホルダーの仲間入りを果たした。
2001年2月に地元の小松島競輪場で行われたふるさとダービーで優勝した後は落車によるケガの影響で不調が続いていたが、2006年に再び吉岡稔真の番手をまわって競輪祭で優勝し、約6年ぶりにGIタイトルを手にした。
2017年9月に向日町競輪場で12年ぶりの記念競輪優勝（通算7回目）。
2019年は、2月の全日本選抜競輪で、2011年6月高松宮記念杯以来となるGI決勝進出を果たした。決勝では中四国ラインで松浦悠士の番手を、年長で競走点数も上の香川雄介から「実績でオグ」と譲られたが遠慮し、3番手をまわった（結果は7着）。また11月の競輪祭では、予選敗退したものの4日目（11月22日）第7レース（二次予選B）で5着となり、通算獲得賞金額が1,000,121,122円となり、通算33人目、現役選手では同年5月に達成した金子貴志に次ぐ19人目となる10億円を突破した。

## 主な獲得タイトルと記録
- 1999年 - 競輪祭（小倉競輪場）[9]
- 2006年 - 競輪祭朝日新聞社杯争奪競輪王決定戦（小倉競輪場）[10]
- 日本選手権競輪連続出場記録 - 28回（1999年の第52回から2025年の第79回まで。継続中）。2022年の第76回では連続25回出場記録を達成し、初日の開会式でJKAより表彰されている[11]（なお、中止となった2020年の第74回も出場したとみなされ連続出場記録にカウントされている）。

## 競走スタイル
師匠はいない。デビュー直後は捲り戦法が主体であったが、現在は典型的な追込型である。ゴール直前で、最後の一踏みと共に両腕を伸ばしてハンドルを押し出すような動作を行い、一瞬だけ前との差を詰めにかかる技を「ハンドル投げ」と呼ぶが、小倉はこの技術に長けていて他の選手と比べて数倍の距離差を稼ぐだけでなく、その技の美しさでも知られている。
しかしレース中の落車が非常に多く、怪我により調子を落としてしまうことが少なくない面もある。